# فاینال فانتزی ۱۴: سپیده راه
فاینال فانتزی ۱۴: سپیده راه (انگلیسی: Final Fantasy XIV: Dawntrail)
پنجمین بسته الحاقی برای بازی فاینال فانتزی ۱۴، یک بازی نقش‌آفرینی آنلاین چندنفره (MMORPG) توسعه‌یافته و منتشرشده توسط اسکوئر انیکس برای ویندوز، macOS، پلی‌استیشن ۴، پلی‌استیشن ۵ و ایکس‌باکس سری X/S است. این بسته در تاریخ ۲ ژوئیه ۲۰۲۴ منتشر شد، بیش از دو سال پس از پایان‌گستر، بسته الحاقی قبلی. همانند نسخه‌های قبلی، ناوکی یوشیدا کارگردان و تهیه‌کننده و ماسایوشی سوکن آهنگساز بودند. این بسته الحاقی به عنوان یک محصول مستقل برای بازیکنان فعلی منتشر می‌شود؛ برای بازیکنان جدید، "ویرایش کامل" که در ابتدا با آسمان‌سخت راه‌اندازی شده بود، به‌روز شده تا شامل تمام بسته الحاقی از جمله سپیده راه شود.
در سپیده راه، بازیکنان به تورال، قاره‌ای در آن سوی دریا سفر می‌کنند تا در مراسمی برای تعیین رهبر بعدی تولی‌یولال شرکت کنند. آنها به عنوان قهرمان وک لامات، یکی از فرزندان رهبر فعلی خدمت می‌کنند. متحدانی از اوروزئا آنها را همراهی می‌کنند که از نامزدهای مختلف حمایت می‌کنند. پس از رویدادهای حماسی پایان‌گستر، سپیده راه به عنوان یک "تعطیلات تابستانی" برای شخصیت بازیکن، جنگاور نور، طراحی شده است. علاوه بر افزودن مناطق جدید، این بسته گسترش سطح حداکثر را افزایش داده، دو کلاس شخصیت و یک نژاد قابل بازی جدید را معرفی کرده و اولین بازسازی گرافیکی عمده بازی از زمان راه‌اندازی مجدد آن در سال ۲۰۱۳ را آغاز کرده است.
در زمان انتشار، سپیده راه با استقبال مثبت منتقدان روبرو شد، اما نه به اندازه بسته الحاقی پیشین خود، سایه‌شکن و پایان‌گستر که به طور گسترده مورد تحسین قرار گرفته بودند.